# Eiderdons

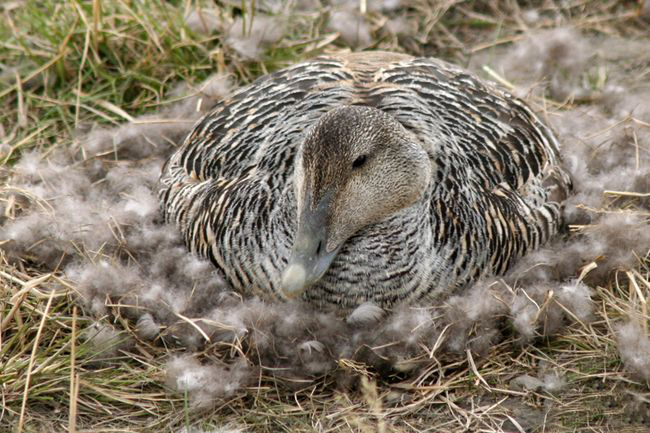
Nest van eidereend met dons

Eiderdons is het dons van een eidereend. Het dons groeit op de borst van de vrouwtjeseend en wordt als nestmateriaal gebruikt: de donsveertjes haken namelijk goed aan elkaar en beschermen zo het nest tegen de kou. De mens gebruikt het eiderdons als vulling voor onder andere jassen en dekbedden.

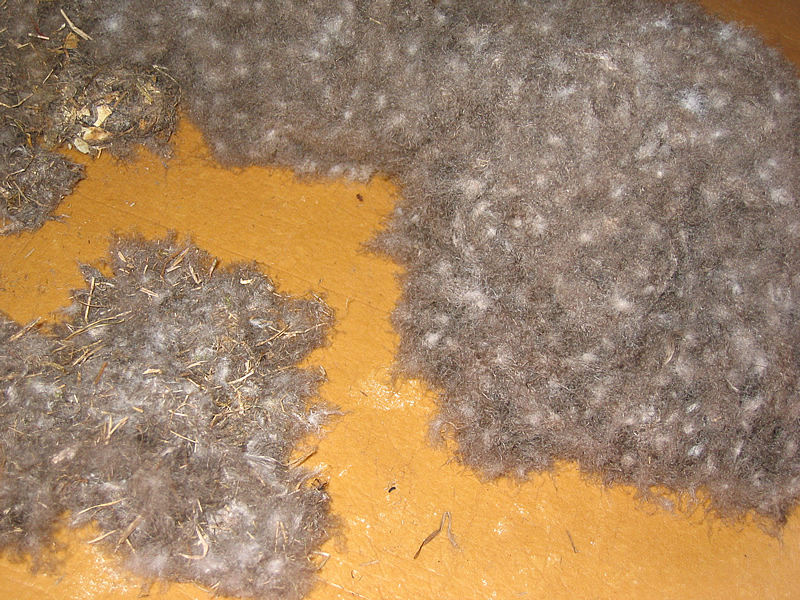
Eiderdons

Vanuit IJsland kwam in de 17e eeuw de handel in eiderdons op gang. In de jaren 20 van de 20e eeuw vaardigde de IJslandse overheid wetten uit die de populatie eidereenden moest beschermen: nesten mochten slechts in vastgestelde perioden worden leeggehaald, en op het doden van een eidereend stond gevangenisstraf. Het dons mocht in twee delen worden geoogst: de eerste keer mocht alleen de bovenste donslaag van het nog in gebruik zijnde nest worden verwijderd, de tweede keer - als het nest door de vogels was verlaten - mocht de resterende donslaag worden weggehaald.